# Justiça climática

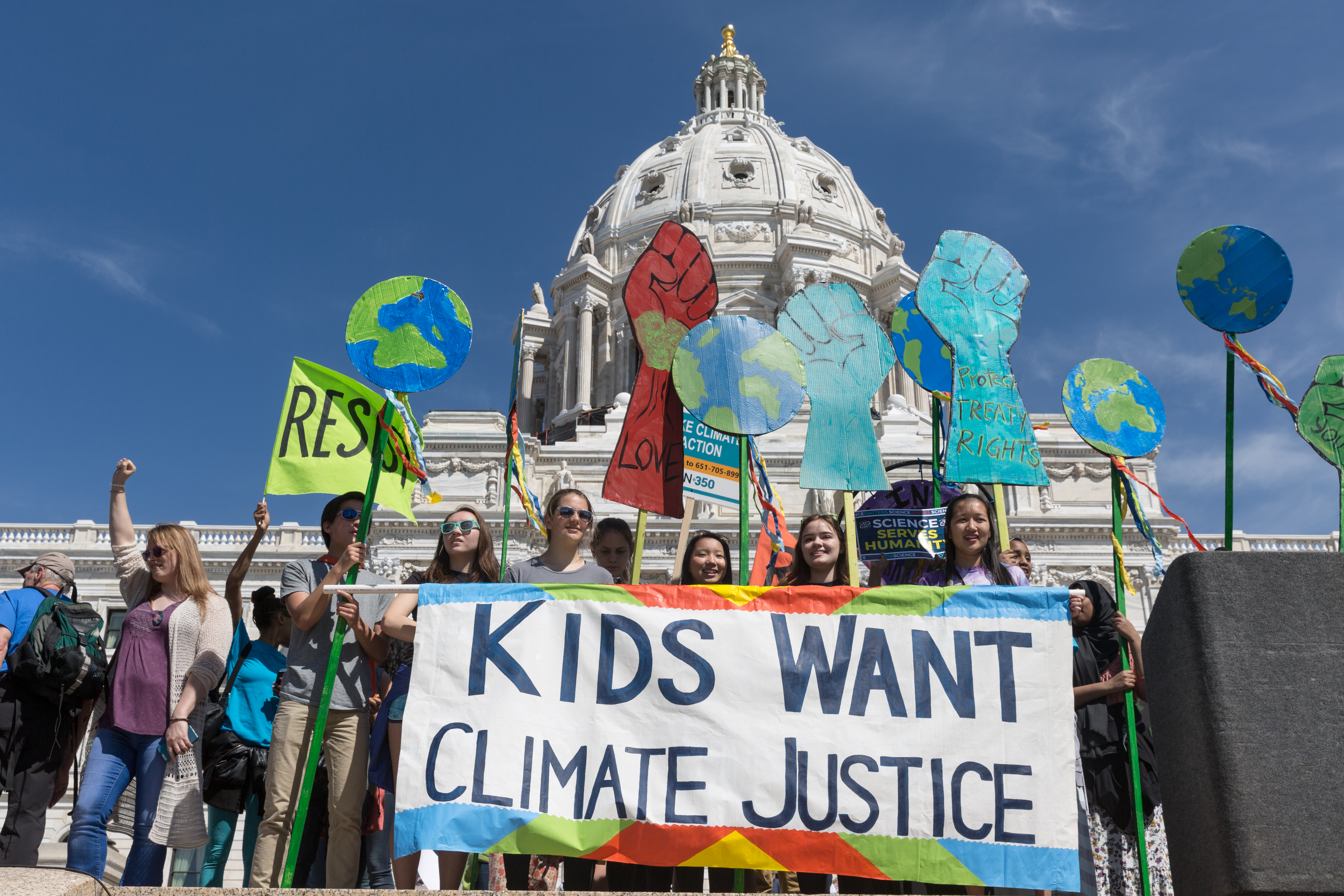
Crianças numa manifestação por justiça climática em Minnesota, EUA, em abril de 2017

Justiça climática é um termo usado para enquadrar o aquecimento global como uma questão ética e política, em vez de uma questão de natureza puramente ambiental ou física. Busca colocar a equidade e os direitos humanos no centro da tomada de decisões e da ação em matéria de alterações climáticas. Isso é feito através do relacionamento das causas e dos efeitos das mudanças climáticas aos conceitos de justiça, particularmente justiça ambiental e justiça social. Justiça climática examina conceitos como igualdade, direitos humanos, direitos coletivos e as responsabilidades históricas pelas mudanças climáticas. 
O conceito se baseia na constatação de que comunidades historicamente marginalizadas, como mulheres, comunidades indígenas e comunidades de cor muitas vezes enfrentam as piores consequências das mudanças climáticas: na verdade, os menos responsáveis pelas mudanças climáticas sofrem as suas consequências mais graves. Pelo fato de as mudanças climáticas poderem reproduzir ou exacerbar as desigualdades existentes, foram rotuladas de 'triplas injustiças' das mudanças climáticas.
Na sua forma mais simples, as concepções de justiça climática podem ser agrupadas ao longo das linhas de justiça processual, que enfatiza a tomada de decisão justa, transparente e inclusiva, e justiça distributiva, que coloca ênfase em quem arca com os custos das mudanças climáticas e as acções tomadas para ir de encontro com os objetivos.
Um foco especial é colocado no papel do PAMA (Pessoas e Áreas Mais Afetadas), ou seja, grupos desproporcionalmente afetados pelas mudanças climáticas, como mulheres, BIPOC, jovens, pessoas mais velhas e mais pobres.

## Facetas da justiça climática
A justiça climática apresenta muitas facetas:
- Desigualdades estruturais: Mesmo dentro de um mesmo país, os impactos das mudanças climáticas podem ser sentidos de forma desigual devido às desigualdades estruturais baseadas em raça, etnia, gênero e nível socioeconômico. As mulheres são mais gravemente afetadas pelos impactos das mudanças climáticas, pois têm acesso a menos recursos para se adaptar e lidar com mudanças bruscas.[10] As pessoas com deficiência correm um risco maior de sofrer os impactos adversos das mudanças climáticas, incluindo ameaças à saúde, à segurança alimentar, ao acesso à água, à energia e ao saneamento e aos meios de subsistência, principalmente nos países em desenvolvimento. Os povos indígenas, que protegem 80% da biodiversidade do mundo, estão enfrentando ameaças e riscos cada vez maiores às suas vidas, aos seus meios de subsistência e ao seu conhecimento tradicional. [1]

- Desigualdades socioeconômicas: Os impactos da mudança climática e os recursos necessários para lidar com os impactos da mudança climática são distribuídos de forma desigual em todo o mundo. Os países de baixa renda e as populações vulneráveis desses países são mais suscetíveis a perdas e danos induzidos pelo clima. Globalmente, os 10% das famílias com as maiores emissões per capita contribuem com 34% a 45% das emissões globais de gases de efeito estufa, enquanto os 50% das famílias mais pobres contribuem com 13% a 15%[11].[1]

- Desigualdade intergeracional: As crianças e os jovens de hoje não contribuíram de forma significativa para a crise climática, mas suportarão toda a força dos impactos da mudança climática à medida que avançarem na vida. Como seus direitos humanos são ameaçados pelas decisões das gerações anteriores,[12] seus direitos devem ser centralizados em todas as decisões e ações climáticas[13].[1]

## Desdobramentos mais recentes
O uso e a popularidade da justiça climática aumentaram dramaticamente nos últimos anos. Em particular com o surgimento de movimentos populares com o objetivo de justiça climática - como Fridays for Future, Ende Gelände ou Extinction Rebellion - a conexão desses grupos no contexto da justiça climática tornou-se mais importante.
As ações de justiça climática também podem incluir o crescente número global de ações legais sobre questões de mudança climática. Em 2017, um relatório do Programa das Nações Unidas para o Meio Ambiente identificou 894 ações judiciais em andamento em todo o mundo.

Em 2023 a Assembleia Geral das Nações Unidas aprovou por unanimidade uma resolução que pede a opinião jurídica da Corte Internacional sobre as obrigações dos países em relação às mudanças climáticas. A CIJ deve responder às seguintes perguntas: "(a) Quais são as obrigações dos Estados, nos termos do direito internacional, de assegurar a proteção do sistema climático e de outras partes do ambiente contra as emissões de gases do efeito estufa, para os Estados e para as gerações presentes e futuras? b) Quais são as consequências jurídicas, nos termos dessas obrigações, para os Estados que, pelos seus atos e omissões, tenham causado danos significativos ao sistema climático e a outras partes do ambiente, no que diz respeito a (i) Estados, incluindo, em particular, os pequenos Estados insulares em desenvolvimento, que, devido às suas circunstâncias geográficas e nível de desenvolvimento, são particularmente afetados ou são particularmente vulneráveis aos efeitos adversos das mudanças climáticas? (ii) Povos e indivíduos das gerações atuais e futuras afetados pelos efeitos adversos das mudanças climáticas?”. O parecer consultivo representa uma oportunidade para clarificar as obrigações legais dos Estados no que diz respeito às mudanças climáticas. Para o Vanuatu, Estado que propôs a resolução, e para os demais apoiantes, esta é também uma oportunidade para estimular uma ação climática transformadora, promover a justiça climática e proteger o ambiente para as gerações presentes e futuras.